# Championnat de Bulgarie de football 1926
Navigation
Saison précédente Saison suivante
La saison 1926 du Championnat de Bulgarie de football était la 3e édition du championnat de première division en Bulgarie. Onze clubs prennent part à la compétition, qui se déroule sous forme de coupe avec match simple.
Le SK Vladislav Varna conserve son titre obtenu la saison dernière en battant en finale le PFC Slavia Sofia 2 buts à 0.

## Les 11 clubs participants
| - PFC Slavia Sofia - Levski Dupnitsa - SK Vladislav Varna - FC Etar Veliko Tarnovo - Orel Vratsa - Shokol Sumen | - Chegan Burgas - Botev Pazardzhik - PFC Beroe Stara Zagora - Borislav Borisovgrad - Levski Ruse |

## Compétition

### Premier tour
| Équipe 1         | Résultat | Équipe 2               |
| ---------------- | -------- | ---------------------- |
| Shokol Sumen     | 6 - 0    | FC Etar Veliko Tarnovo |
| PFC Slavia Sofia | 9 - 1    | Levski Dupnitsa        |
| Botev Pazardzhik | 4 - 0    | PFC Beroe Stara Zagora |
| Chegan Burgas    | 4 - 1    | Borislav Borisovgrad   |

### Quarts de finale
| Équipe 1           | Résultat | Équipe 2      |
| ------------------ | -------- | ------------- |
| SK Vladislav Varna | 9 - 0    | Chegan Burgas |
| Levski Ruse        | 1 - 0    | Shokol Sumen  |
| Botev Pazardzhik   | 5 - 1    | Orel Vratsa   |

### Demi-finale
| Équipe 1           | Résultat | Équipe 2         |
| ------------------ | -------- | ---------------- |
| SK Vladislav Varna | 5 - 1    | Levski Ruse      |
| Botev Pazardzhik   | 2 - 6    | PFC Slavia Sofia |

### Finale
| Équipe 1         | Résultat | Équipe 2           | Aller | Retour |
| ---------------- | -------- | ------------------ | ----- | ------ |
| PFC Slavia Sofia | 1 - 4    | SK Vladislav Varna | 1 - 1 | 0 - 3  |

## Bilan de la saison
| Championnat de Bulgarie de football 1926 |                               |
| Champion                                 | SK Vladislav Varna (2e titre) |
| Promotions et relégations                |                               |
| Promus en Vissha PFL                     | Aucun                         |
| Relégués en B PFL                        | Aucun                         |